# Oscar Thiffault
Pour les articles homonymes, voir Thiffault.
Oscar Thiffault, né le 6 avril 1912 à Montréal et mort le 6 février 1998 à Trois-Rivières, est un chanteur folklorique et chanteur de musique country québécois. Ne parvenant pas à vivre de sa musique, il a travaillé notamment comme défricheur en Abitibi et comme concierge à l'usine Celanese de Drummondville.

## Biographie
Il est né dans la paroisse du Sacré-Cœur-de-Jésus à Montréal.
Il a longuement travaillé dans les chantiers de bûcheron et les usines de textiles. De ses expériences il a composé des textes, souvent chantés sur des mélodies traditionnelles. Il est le premier artiste québécois à vendre plus de 100 000 albums et en a vendu plus de deux millions durant sa carrière.
Il s'est mérité le Grand Prix de l'Académie du country en 1988.
Il meurt à l'hôpital Sainte-Marie de Trois-Rivières. 
En 1987, Serge Giguère lui consacre un moyen-métrage Oscar Thiffault.

## Œuvre
Ses plus grands succès sont :
- Embarque dans ma voiture ;
- La veuve ;
- Le rapide blanc (vendu à un demi-million d'exemplaires);
- Le Rocket Richard ;
- Les parcomètres ;
- La télévision ;
- V'là l'Sputnik ;
- Y mouillera pus pantoute, pantoute ;
- Tape la bizoune.